# Lac Seul
Pour les articles homonymes, voir Seul.
Le lac Seul est une étendue d'eau située à l'Ouest de la province de l'Ontario.
Ce lac est un reliquat de l'ancien lac proglaciaire Agassiz.
Le lac Seul reçoit une partie des eaux du bassin versant de la rivière Albany à la hauteur du lac Saint-Joseph dont elle est le principal émissaire.
Le lac est peuplé de poissons de la variété du Doré jaune, sorte de grande perche et de grand brochet.

## Annexe